# ヒトノミ
ヒトノミ（Pulex irritans）は、ノミ目ヒトノミ科に属するノミの1種。ヒトに寄生する外部寄生虫として知られる。ただし、ヒトだけに寄生するわけではなく、哺乳類や鳥類を広く寄主とする。

## 概要
ヒトノミ属に分類される種は6種あり、ヒトノミは世界中に分布する汎存種であるが、同属の他の5種は亜熱帯にのみ生息している。ヒトノミの起源は南アメリカであると考えられており、もともとはモルモットやペッカリーを寄主としていたとされる。
ヒトノミはヒトをはじめ、イヌやネコ、クマネズミ、オヒキコウモリなどの哺乳類や、ニワトリなどの鳥類に寄生することが知られている。人間が飼っている飼い犬や飼い猫、家畜であるブタなどにも寄生する。またヒトノミは瓜実条虫（犬条虫）の中間宿主としても知られる。
日本でも、かつてはヒトノミが人体に寄生していたが、衛生環境の向上によって現在ではほとんど存在が確認されておらず、人体に寄生するノミはネコノミなどに取って代わっている。